# Bharadvajásana

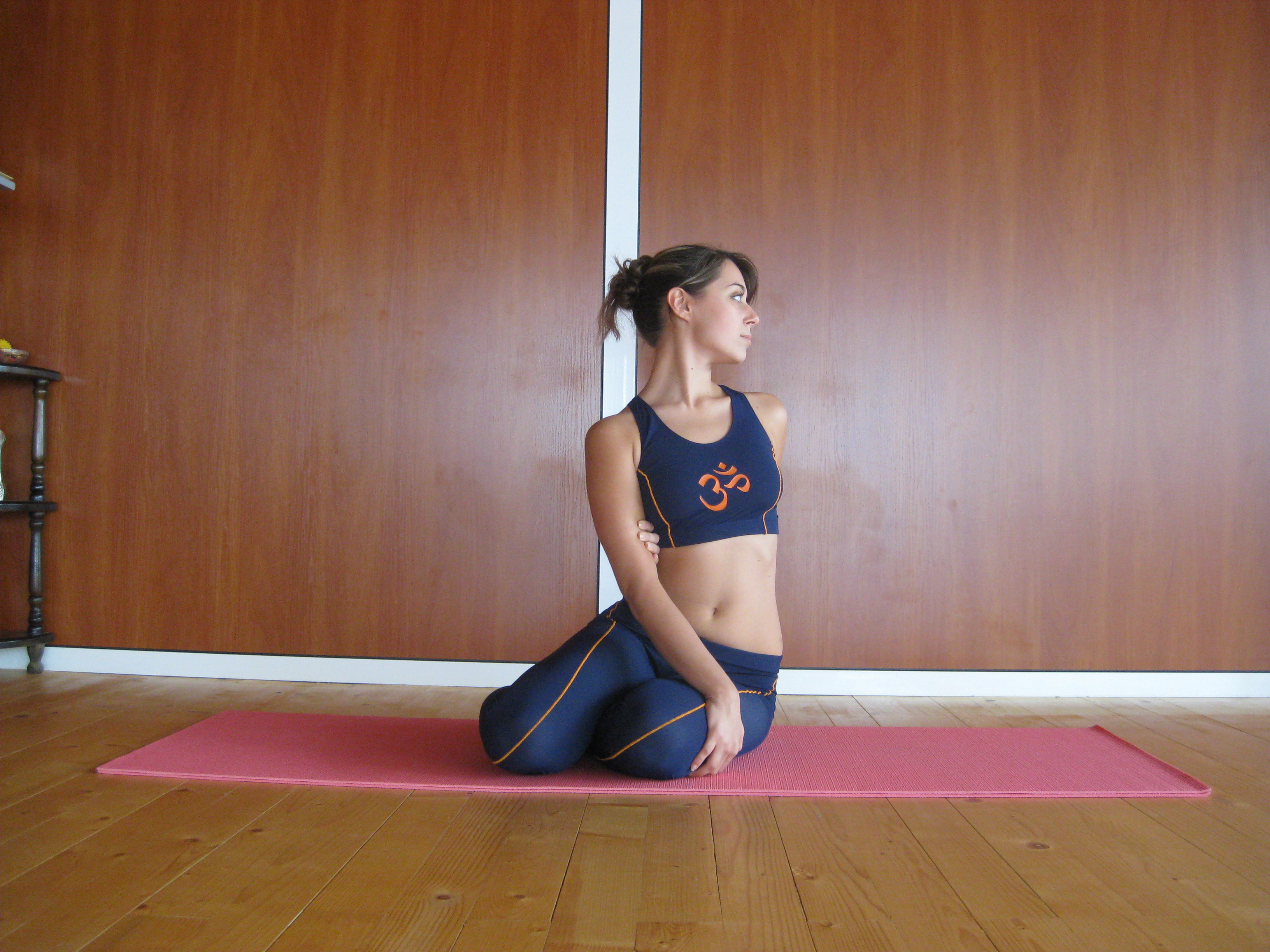
Bharadvajásana

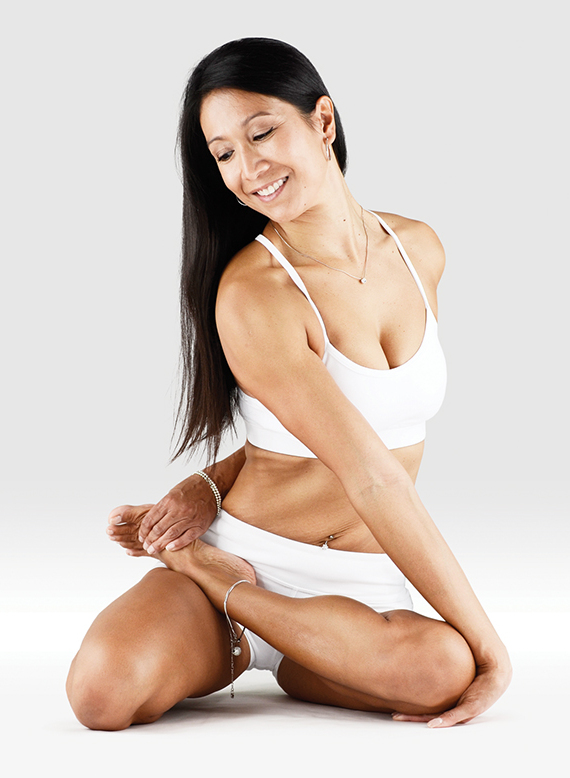
Bharadvajásana ve zkrutu se zápěstím pod kolenem,

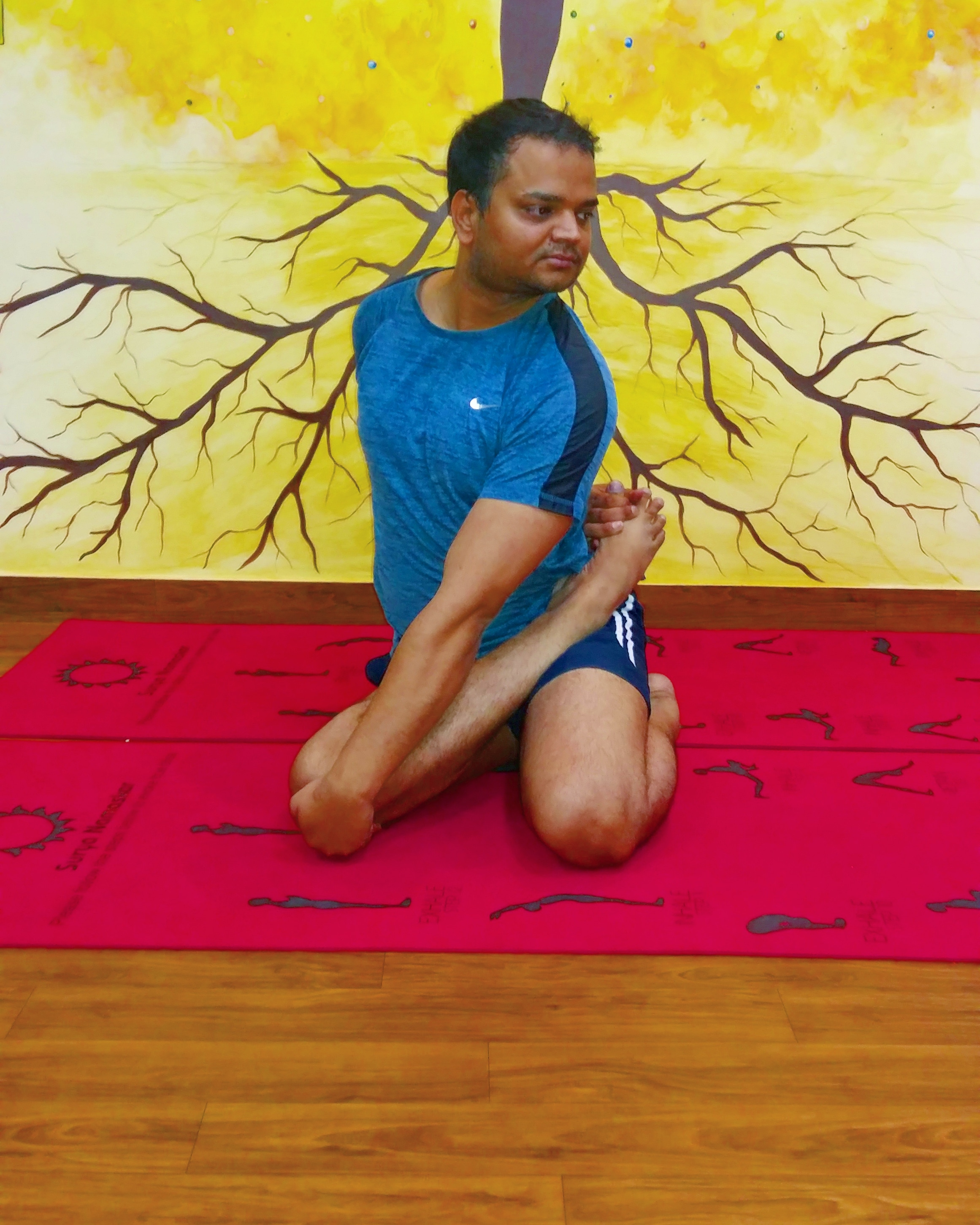
Bharadvajásana- variace

Bharadvajasana (भरद्वाजासन) je ásana.

## Popis

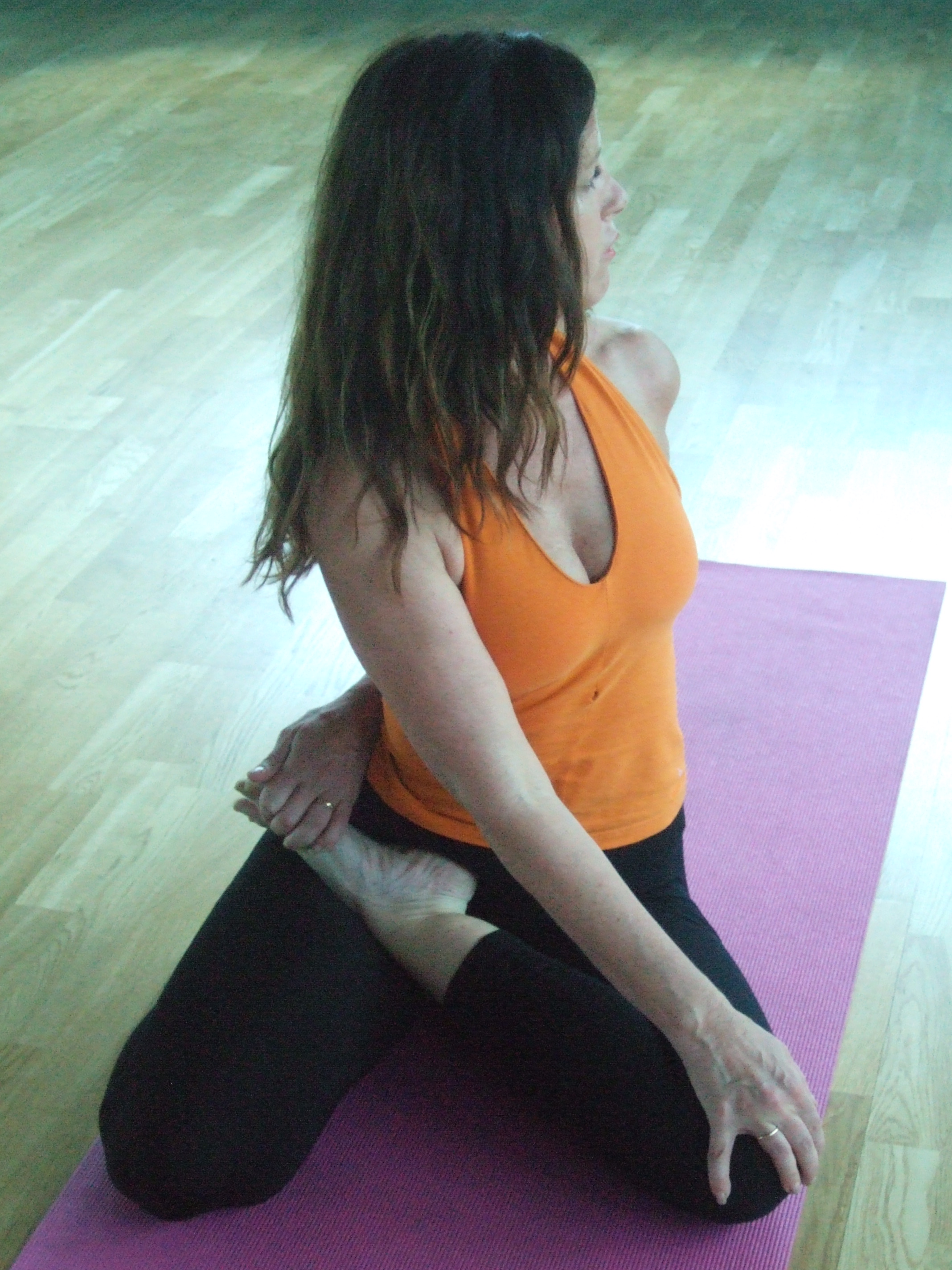
Bharadvajásana II pohledu zepředu

Bharadvajásana je základní páteřní výkrut v sedě a  má tři hlavní varianty:
- Bharadvajásana II je moderní variace, které vyžadují vysokou mobility kyčlí, ve které jedna noha je Padmásaně (lotos), zatímco druhá noha je členěna stejně jako v Virásaně.
- Bharadvajásana I je základní variace, v nichž nohy jsou ve  Virásaně klesají k  jedné straně, jedna noha spočívá na zemi a kotník druhé je v klenbě chodidla pod ní .
- Bharadvajásana na židli je třetí varianta, která se provádí vsedě bokem na židli, která nevyžaduje mobility kyčlí a boků.

### Anatomie

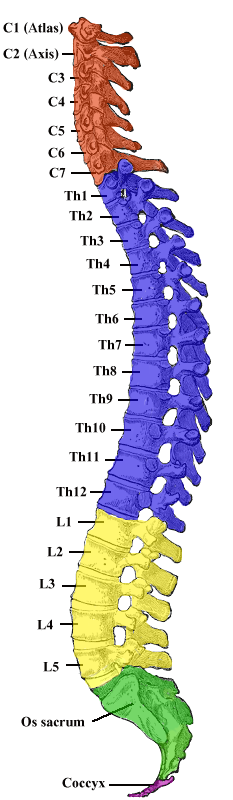
páteř

Hlavní akce v Bharadvajásaně je spinální rotace směrem k noze jako ve Vīirásaně

Zpravidla lze očekávat 5° rotace v bederní páteři (žlutá); 35° v hrudní páteři (indigo) a 50° v krční páteři (červená). Trup  má 26 bodů a pokud nějaký má snížený rozsah pohybu ostatní budou nuceni ke kompenzací, což je rizikový faktor přispívající ke zranění v józe zkrutů.
Snížená pohyblivost v bocích bude vyžadovat páteřní flexi (předklon).

### Upozornění
Pro správné zarovnání páteře je nutné, aby obě hýždě byly v kontaktu s podlahou. Pokud kroucení způsobuje náklon hýždí na jedné  straně, jogové hranoly  by měly být umístěny pod druhou půlkou,což  umožní uvolnit obě hýždě na zemi.
Pokud se jogín hrbí, páteř není držena rovně a zkrut bude mnohem méně efektivní.

### Výhody
- Půsoví na páteř,ramena a boky, masíruje břišní orgány, zlepšuje trávení. Zmírňuje Ischias, snižuje stres. Užitečné pro posílení dolních části zad během druhého trimestru těhotenství. Pomáhá pro léčbu syndromu karpálního tunelu [4]